# Silene congesta
Silene congesta är en nejlikväxtart. Silene congesta ingår i släktet glimmar, och familjen nejlikväxter.

## Underarter
Arten delas in i följande underarter:
- S. c. congesta
- S. c. moreana